# Ryszard Wolny
Ryszard Marcin Wolny (ur. 24 marca 1969 w Raciborzu) – polski zapaśnik, uprawiający zapasy w stylu klasycznym, a także trener zapaśników i samorządowiec. Pięciokrotny olimpijczyk, złoty medalista Letnich Igrzysk Olimpijskich w Atlancie w 1996.

## Życiorys
Ukończył w 1990 Technikum Mechaniczne w Raciborzu. W 1997 został absolwentem zaocznych studiów trenerskich w Instytucie Wychowania Fizycznego w Gorzowie Wielkopolskim AWF w Poznaniu. Jako sportowiec trenował zapasy w stylu klasycznym, występował w wagach koguciej, piórkowej i lekkiej. Przez około dwadzieścia lat był zawodnikiem MKZ Unia Racibórz. Pięciokrotnie występował na letnich igrzyskach olimpijskich (1988–2004), zdobywając m.in. złoty medal w 1996 w wadze kategorii do 68 kg. Był także mistrzem Europy (1989), dwukrotnie wicemistrzem Europy (1995, 1999), brązowym medalistą mistrzostw Europy (1990) i mistrzostw świata (1990). Dziesięć razy stawał na najwyższym podium mistrzostw Polski w swoich kategoriach wagowych. Po zakończeniu kariery sportowej zajął się działalnością trenerską. W 2007 został trenerem polskiej kadry narodowej zapaśników.
W 2006 w wyniku wyborów samorządowych został wybrany na radnego Raciborza, powierzono mu stanowisko przewodniczącego komisji oświaty, kultury, sportu, rekreacji i opieki społecznej. W 2010 został ponownie wybrany do rady miejskiej liczbą 188 głosów z komitetu wyborczego sygnowanego nazwiskiem prezydenta Raciborza Mirosława Lenka. W 2015 został członkiem honorowego komitetu poparcia Bronisława Komorowskiego przed wyborami prezydenckimi. W 2018 i 2024 uzyskiwał mandat radnego powiatu raciborskiego.

## Odznaczenia
W 1996, za wybitne osiągnięcia sportowe, został odznaczony Krzyżem Kawalerskim Orderu Odrodzenia Polski.

## Osiągnięcia sportowe
Letnie igrzyska olimpijskie
- Seul 1988 (waga kogucia)
- Barcelona 1992 (waga lekka) – 7. miejsce
- Atlanta 1996 (waga lekka) – 1. miejsce
- Sydney 2000 (waga półśrednia) – 7. miejsce
- Ateny 2004 (waga półśrednia) – 17. miejsce

Mistrzostwa świata
- 1990 – 3. miejsce
- 1991 – 17. miejsce
- 1994 – 4. miejsce
- 1995 – 4. miejsce
- 1997 – 10. miejsce
- 1998 – 6. miejsce
- 1999 – 20. miejsce
- 2003 – 12. miejsce

Mistrzostwa Europy
- 1989 – 1. miejsce[8]
- 1990 – 3. miejsce
- 1992 – 5. miejsce
- 1993 – 5. miejsce
- 1994 – 5. miejsce
- 1995 – 2. miejsce
- 1996 – 12. miejsce
- 1998 – 8. miejsce
- 1999 – 2. miejsce

Mistrzostwa świata juniorów
- 1989 – 3. miejsce

Mistrzostwa Europy juniorów
- 1987 – 1. miejsce[9]
- 1988 – 1. miejsce

Mistrzostwa Polski
Dziesięć tytułów na mistrzostwach Polski: w 1989 w wadze piórkowej, od 1993 do 2001 w wadze lekkiej.